# 1941 en Norvège
Chronologie de la Norvège
- 1937
- 1938
- 1939
- 1940
- 1941
- 1942
- 1943
- 1944
- 1945

Cet article présente les faits marquants de l'année 1941 en Norvège ou relatifs à la Norvège.

## Gouvernance
- Haakon VII est roi de Norvège.
- Le Gouvernement Johan Nygaardsvold est réfugié à Londres.
- Josef Terboven est le Reichskommissar de Norvège.

## Événements
- 31 janvier : le Reichsführer-SS Henrich Himmler est à Oslo pour la prestation de serment des nouvelles recrues norvégiennes du régiment Nordland de la 5e division SS Wiking[1].
- 27 décembre : opération Archery, raid britannique contre les positions allemandes de l’île de Vågsøy, en Norvège[2].

## Naissances
- Naissance en Norvège en 1941

## Décès
- Décès en Norvège en 1941